# Billaea brasiliensis
Billaea brasiliensis là một loài ruồi trong họ Tachinidae.